# Пликати
Пликати (на гръцки: Πληκάτι, катаревуса: Πληκάτιον, Пликатион) е село в Северозападна Гърция, дем Коница, област Епир. Селото е разположено в областта Масторохория, високо в южните склонове на планината Грамос. Според преброяването от 2001 година населението му е 150 души. Селото традиционно е с арванитско население.

## История
В 1841 година преселници от Пликати се заселват в леринското село Бел камен, а в 1861 година — в съседното село Негован.